# Herminia Grau
Herminia Grau Aymà (Barcelona, 1897 - Barcelona, 1982) fue una historiadora y traductora española.

## Biografía
Estudió historia con Joan Petit. Se encargó de un gran grupo de entradas sobre música de la Enciclopèdia Catalana. A partir de los años sesenta se entregó al arte de la traducción y trasladó, para la colección Blanquerna de Edicions 62, obras de temática religiosa. Entre otros textos relevantes, Maria, mare del Senyor, figura de la Iglesia, de Max Thurian, En espera de Déu, de Simone Weil, Ningú no és una illa, de Thomas Merton, y L'esdevenidor de l'home, de Pierre Teilhard de Chardin.
El 1967 tradujo a la lengua catalana un diccionario de música, punto de partida terminológico para muchos profesionales de la lengua. En 1968, con dos décadas de retraso, la versión catalana de El segon sexe, de Simone de Beauvoir, a propuesta de Maria Aurèlia Capmany, que redactó el prólogo, siendo las traductoras Herminia Grau y Carme Vilaginés. Grau realizó la primera parte, Vilaginés la segunda.
El 2009 la colección Capsa de Pandora de Eumo Editorial de la Universidad de Vich reeditó una selección de textos de El segon sexe de Beauvoir con la traducción de Grau y Vilaginés. Marta Segarra redactó la introducción. La traducción de Grau y Vilaginés ha sido elogiada por rigurosa y porque no se ve nada desfasada, ni por el lenguaje ni por las características construcciones beauvorianas. Finalmente, entre 1977 y 1978,realizó dos volúmenes de Barcelona 1380-1462 un centro económico en época de crisis, de la historiadora francesa Claude Carrère.